# 彭夫人 (北齐)
彭夫人（?—?），北齊時代人物，北齊武成帝高湛之妾。
齐文宣帝高洋时，彭氏的父亲彭乐谋反被诛，彭氏被收入后宫，以美貌得到高洋的宠爱。北齐太宁元年（561年），高湛即位后，册立彭氏为夫人。因为彭夫人没生下儿子，高湛便让彭夫人收养后宫嫔妾所生的高廓。高廓被封为齐安王，彭夫人被封为齐安王太妃。